# Læbebjørn
 Der er for få eller ingen kildehenvisninger i denne artikel, hvilket er et problem. Du kan hjælpe ved at angive troværdige kilder til de påstande, som fremføres i artiklen.

Læbebjørn (latin: Melursus ursinus) er en sort bjørn som størrelsesmæssigt blandt bjørnene er i mellemklassen.

## Lokale navne
Læbebjørnen har en lang række lokale navne. I Nordindien og Nepal kaldes den for bhalu. I den øvrige del af Indien kaldes den en lang række navne, herunder rinch, reech, richwa, asval, karadi, puni karadi eller elugu bunti. På Sri Lanka har hannen og hunnen hver sit navn. Hannen kaldes walaha og hunnen waelahinna. Fællesbetegnelsen karadi anvendes også. I Bhutan er navnet doni og i Bangladesh bhaluk. Det danske navn har bjørnen fået efter sin specielt udviklede læbe.

## Udbredelsesområde
Læbebjørnen har sit naturlige udbredelsesområde i Indien, Bangladesh, Nepal, Bhutan og Sri Lanka. Specielt i Indien og Sri Lanka har bjørnen tidligere været meget almindelig, men den ses nu meget sjældnere i disse områder. I Indien var den en overgang frygtet udryddet. Bjørnen er registreret i Appendiks I i CITES. I alt menes bestanden at ligge på 7.000 – 10.000 individer, men det præcise tal er ukendt.
Bjørnen foretrækker græsarealer og skovområder. Disse områder er i kraftig nedgang og krybskytteri, som forsyner det alternative medicinske marked, er med til at gøre bjørnen stærkt udryddelsestruet. Krybskytterne går efter læbebjørnens galdeblære og fedtstof.
Naturlige rovdyr som vilde hunde, tigre og leoparder er også med til at presse bestanden. Disse rovdyr fanger og spiser primært unge læbebjørne.
Der er påbegyndt et arbejde blandt en række zoologiske haver for at forhindre bjørnens udryddelse.
Følgende indiske zoologiske haver har har læbebjørne:
- Indira Gandhi Zoo
- Nehru Zoo
- Assam State Zoo Cum Botanical Garden
- Sanjay Gandhi Biological Park
- Delhi Zoo
- Kamla Nehru Zoo
- Sakkarbaug Zoo
- Mysore Zoo
- Veermata Jijabai Bhosale Udyan and Zoo (East)
- Nandankanan Biological Park

Internationalt har følgende zoologiske haver også bestande af læbebjørne
- Singapore Zoo
- Warszawa Zoo
- Attleboro Zoo
- Detroit Zoo
- Jackson Zoo
- Lowry Zoo
- Zoo Miami
- Smoky Mo Zoo

Bestanden i zoologiske haver ligger imellem 170 og 200 individer, og de løbende konflikter, der opstår mellem de vildt levende dyr og beboede områder, gør, at de zoologiske haver på nuværende tidspunkt løbende modtager dyr til deres avlsarbejde.

## Konflikt med mennesker
Læbebjørnen er normalt meget fredelig, men den er mere aggressiv, end de øvrige bjørne i bjørnefamilien, og den afholder sig ikke fra at forsyne sig i opdyrkede marker, specielt majsmarker er den interesseret i. Den er derved blevet et af de mest farlige vilde dyr i Centralindien. Den stigende befolkning har gjort at mennesket trænger ind på bjørnens område (opdyrkning og beboelse), og læbebjørnene opsøger også opdyrkede marker med nem adgang til føde. Dette fører ofte til fatale sammenstød. En undersøgelse over perioden april 1989 til marts 1994 af Rajpurohit og Krausman viste 735 læbebjørnangreb og af disse var 48 angreb fatale.

## Udseende
Læbebjørnen er i størrelse en mellembjørn med en vægt på mellem 80 og 155 kilogram. Hunnen er en smule mindre end hannen. Bjørnen har en længde på mellem 140 – 190 centimeter. Pelsen er primært sort, men med grå og brune hår ind imellem. De grå og brune hår kan på enkelte individer give en kanelbrun farve. På brystet har den et hvidt eller cremefarvet Y-formet mønster. Den samme pelsfarve ses omkring snuden og for nogle individer omkring øjnene. Snuden er meget bevægelig, og næseborene kan trækkes sammen og lukkes. Læbebjørnen har store fødder og enorme kløer.
Halelængden ligger på mellem 10 og 18 centimeter. Skulderhøjden når bjørnen står med alle fire ben på jorden ligger på 60 – 92 centimeter. Lugtesansen er veludviklet, mens synet og hørelsen er dårlige.
Læbebjørnen er i zoologiske haver blevet op til 40 år gammel.

## Føde
Læbebjørnens føde består hovedsagelig af termitter. Læbebjørnen er specielt udviklet til netop denne slags føde, idet de øvre fortænder mangler, hvilket giver plads til at læberne kan forme en tragt. Denne tragt bruger læbebjørnen til at suge termitterne op med. Lyden af læbebjørnen i gang med at spise termitter kan høres op til 185 meter væk. Øvrige fødevalg indbefatter frugt, planter, æg, insekter, honning og ådsler. Nær opdyrkede marker spiser den også sukkerrør og majs.

## Adfærd
Læbebjørnens adfærd er ikke velkendt, da der alene er gennemført få studier i marken, og disse studier er primært foretaget fra ryggen af elefanter.
Det menes, at læbebjørnen opbygger små territorier og at hunnen og hannen alene mødes når hunnen er i brunst.
Bjørnen sover ikke vintersøvn, men har en inaktiv periode under regnsæsonen.
Læbebjørnen er normalt ikke aggressiv, men deres dårlige syn og hørelse kan gøre at mennesker kommer tæt på bjørnen. Følger den sig truet vil den forsvare sig selv og kan da være en trussel for mennesker.
Læbebjørnen er god til at klatre, men den anvender ikke denne evne hvis den er udsat for fare.
Om dagen sover den hovedparten af tiden i huler, den foretrækker især huler ved flodbanker.

## Forplantning
Læbebjørnen parrer sig i maj, juni og juli. Tidspunktet på året menes dog at være forskellig alt efter geografisk område. I Sri Lanka menes bjørnen at parre sig over en længere periode af året, mens bestanden i Indien primært parrer sig i juni. Parret er dog alene sammen i en eller to dage. Læbebjørnene er ofte meget larmende under deres parring. Drægtigheden varer fra seks til syv måneder, og hver hun føder fra 1 til 3 unger. Det normale er en eller to. Ungerne fødes i naturlige huler eller jordhuler fra september til januar (400 – 530 gram) og ungerne bliver i hulen til de er to til tre måneder gamle. Ungerne er blinde de første to til tre uger. Efter at de har forladt hulen følger de moderen i 2 til 3 år. Mødrene er kendt for at bære deres unger på ryggen. Ungerne holder sig fast ved et solidt greb i moderens lange pels.

## Rolle i økosystemet
Læbebjørnen er i sit økosystem med til at sprede frugttræer gennem de frugter som den spiser og efterfølgende efterlader via deres afføring, og de er i udbredt grad med til at holde termitbestandene nede.

## Klassifikation
Der findes ingen anerkendte underarter af læbebjørnen, men til forskningsbrug og adskillelse af geografisk udbredelsesområde anvendes følgende to betegnelser som ikke har et dansk navn.
- Melursus ursinus
  - Melursus ursinus ursinus (geografisk udbredelse: Indien, Nepal, Bhutan og Bangladesh)
  - Melursus ursinus inornatus (geografisk udbredelse: Sri Lanka)

## Folklore
Der er flere historier omkring hvordan bjørnen fik sit engelske navn. En af disse er at de første opdagelsesrejsende observerede at læbebjørnen hang med hovedet nedad i træerne, og derfor navngav den sloth bear (dovendyrbjørn). Den anden historie går ud på at da de første læbebjørnepelse i de sidste år af 1700-tallet blev sendt fra Indien til Storbritannien, blev læbebjørnen klassificeret af Dr. George Shaw fra British Museum som værende i familie med dovendyr (ud fra deres lange kløer) og han kaldte dem derfor bjørnedovendyr (bear sloths). Det var ikke før 1810, da en levende læbebjørn blev transporteret til Paris, at klassifikationsfejlen blev rettet og navnet ændret til sloth bear.
Læbebjørnene blev i Indien trænet af en nomadisk gruppe kaldet qualandere, som rejste rundt i landet og underholdt med dyr og cirkusnumre. Herfra stammer de oprindelige dansende bjørne.